# Ummendorf (bei Biberach)

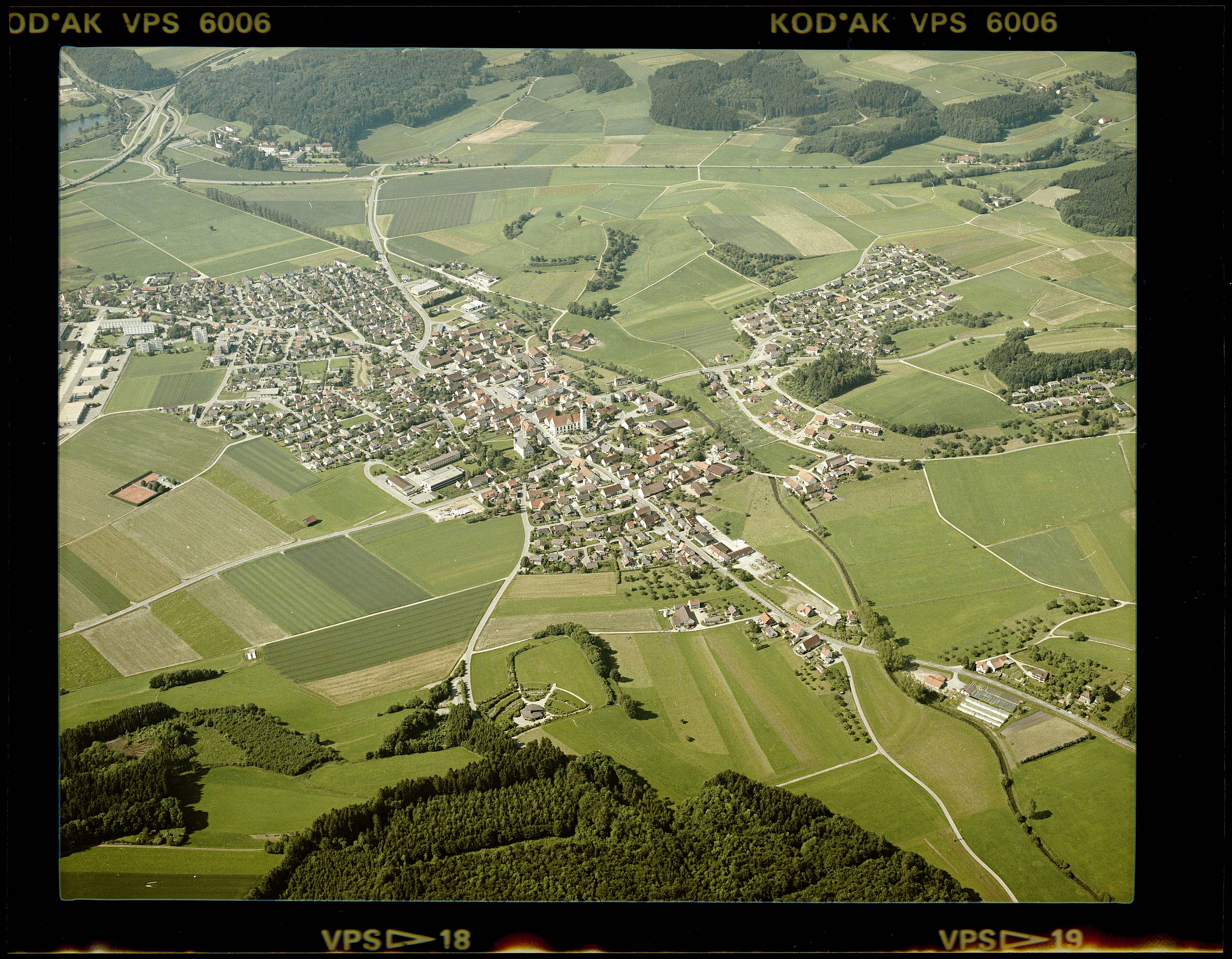
Luftbild von Ummendorf (1985)

Ummendorf ist eine Gemeinde im oberschwäbischen Landkreis Biberach in Baden-Württemberg in Deutschland.

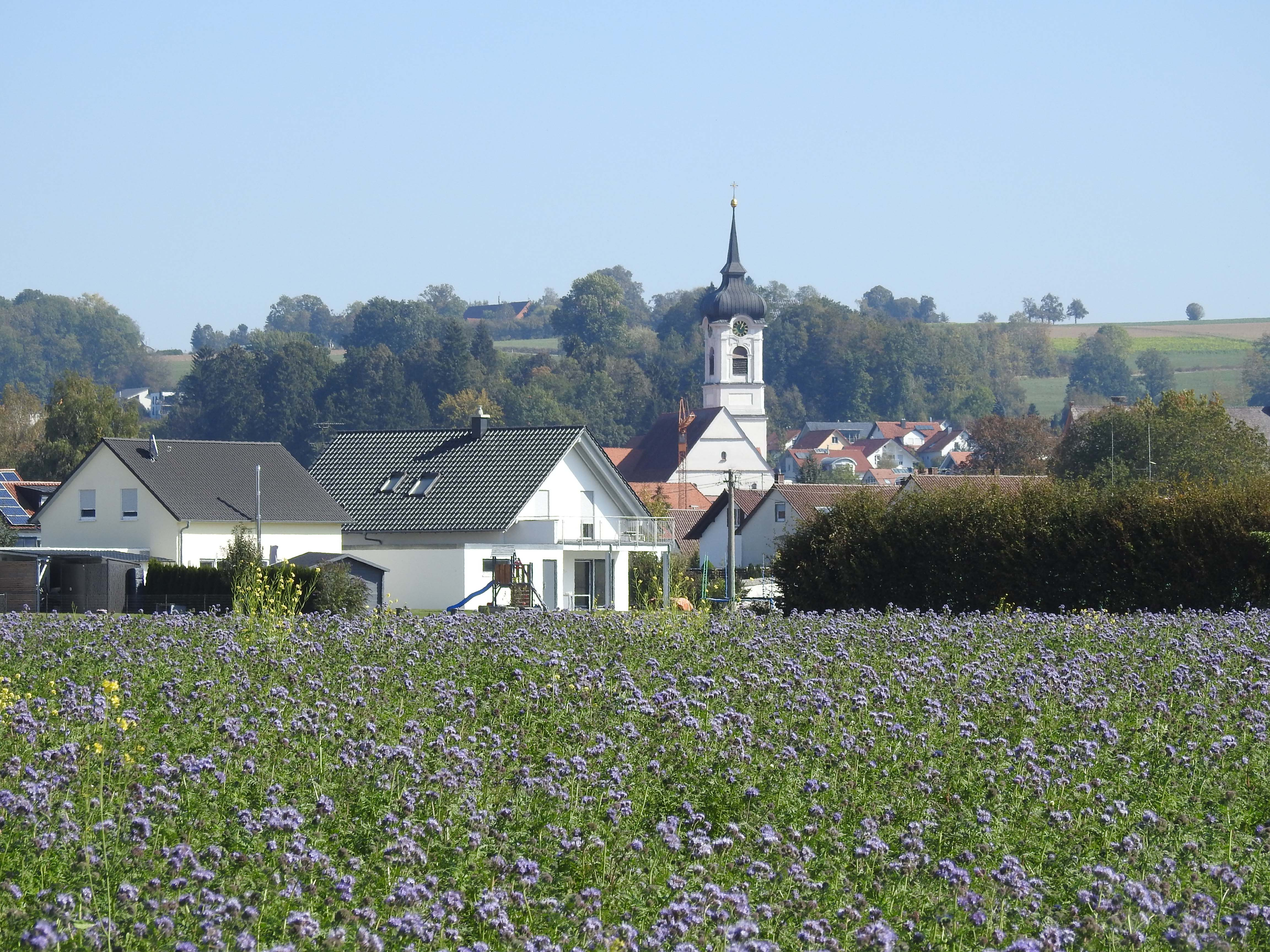
Ummendorf von Westen

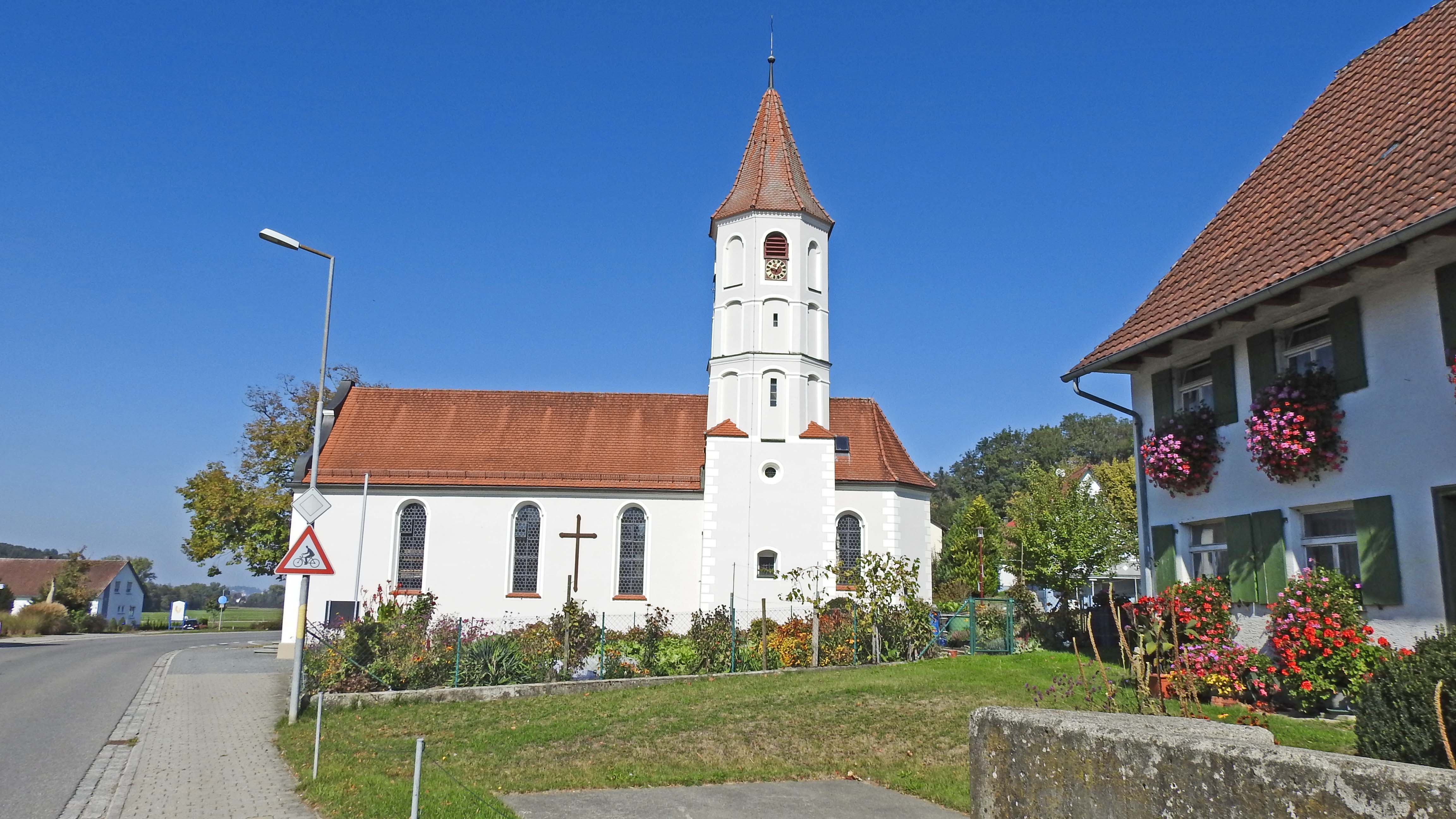
St. Odilia in Fischbach

## Geographie

### Geographische Lage
Ummendorf liegt rund fünf Kilometer südlich von Biberach an der Riß und wird wie sein südlicher Ortsteil Fischbach von einem Abschnitt der Umlach durchflossen, die weiter nördlich in die von Süden kommende Riß mündet. Westlich von Ummendorf befindet sich das moorreiche Ummendorfer Ried, das teilweise als Naturschutzgebiet ausgewiesen ist. Südlich von Ummendorf erhebt sich die Hochfläche Hochgeländ. Die Gemeinde Ummendorf liegt zudem am Donau-Bodensee-Radweg. Das 1987 geschaffene Naturfreibad am Rande des Naturschutzgebiets Ummendorfer Ried, ein Relikt aus der Würmeiszeit, bietet jedes Jahr vielen Besuchern aus nah und fern Erholung und Badefreuden.

### Gemeindegliederung
Zur Gemeinde Ummendorf gehört neben dem gleichnamigen Kernort auch der Ortsteil Fischbach mit dem Schloss und Gehöft Horn sowie verschiedene Weiler und Einzelgehöfte, wie Häusern, Buschhorn, Ruckweg, Hammerschmiede, Winkel, Kalter Bach, Hatzenmähdle, Rehmoos, Möselsberg und Horn.

## Geschichte

### Altertum
Eine römische Besiedlung von Ummendorf und Umgebung zwischen 100 und 250 n. Chr. konnte durch den Fund eines römischen Gutshofs (villa rustica) im Gewann „Kirlohäcker“ belegt werden. 1880 wurden die Reste des Hauptgebäudes und zweier Badegebäude ausgegraben. Auf die Reste eines Ziegelbrennofens, der für den Bau der Gebäude wesentlich war, stießen die Archäologen dann im Jahr 1960 im Kiesgrubengelände rund 250 Meter westlich davon.

### Mittelalter und frühe Neuzeit
Nachdem Ummendorf seit dem 14. Jahrhundert dem Kloster Weißenau unterstand, wurde es 1554 an den Kaiserlichen Rat Matthias Manlich aus Augsburg verkauft. Nach dessen Tod erwarb 1565 die Reichsabtei Ochsenhausen das Dorf von seinen Erben. Durch die Säkularisation gelangte Fischbach 1803 an den Fürsten von Metternich-Winneburg.

### 19. Jahrhundert
1806 kam Ummendorf im Rahmen der Mediatisierung zum Königreich Württemberg. Bei der Umsetzung der neuen Verwaltungsgliederung wurde Ummendorf zunächst von 1807 bis 1808 dem Oberamt Waldsee, dann von 1809 bis 1810 dem Oberamt Ochsenhausen und schließlich ab 1811 dem Oberamt Biberach unterstellt. Bis 1825 blieb Ummendorf jedoch auch Bestandteil der Standesherrschaft Ochsenhausen, ehe Fürst Metternich diese an den württembergischen Staat verkaufte.

### 20. Jahrhundert
Bei der Verwaltungsreform während der NS-Zeit in Württemberg gelangte Ummendorf 1938 zum Landkreis Biberach. 1945 wurde der Ort Teil der Französischen Besatzungszone und kam damit 1947 zum neu gegründeten Land Württemberg-Hohenzollern, welches 1952 im Land Baden-Württemberg aufging.

### Eingemeindungen
Am 1. Mai 1972 wurde Fischbach nach Ummendorf eingemeindet.

## Kirchen und Religionen
Ummendorf ist traditionell römisch-katholisch. Es gibt aber inzwischen auch eine kleine evangelische Gemeinde, die seit 1970 über eine eigene Kirche verfügt. Die katholische Pfarrkirche Ummendorf darf zu den eindrucksvollsten Dorfkirchen Oberschwabens gezählt werden.

## Politik

### Bürgermeister
Bürgermeister von Ummendorf ist seit dem 18. Mai 2022 Heiko Graf. Er wurde am 20. Februar 2022 im ersten Wahlgang mit 84,6 Prozent der Stimmen zum Bürgermeister gewählt. Er folgte auf Klaus Reichert, der von 1998 bis 2022 amtierte. 2006 wurde Reichert für eine zweite Amtszeit wiedergewählt. Im Jahr 2014 wurde er mit 87 % der Stimmen für eine dritte Amtszeit gewählt. Bei der Bürgermeisterwahl 2022 trat er nicht erneut an.

### Gemeinderat
In Ummendorf wird der Gemeinderat nach dem Verfahren der unechten Teilortswahl gewählt. Dabei kann sich die Zahl der Gemeinderäte durch Überhangmandate verändern. Der Gemeinderat besteht aus den 17 gewählten ehrenamtlichen Gemeinderäten und dem Bürgermeister als Vorsitzendem. Der Bürgermeister ist im Gemeinderat stimmberechtigt. Die Kommunalwahl am 9. Juni 2024 führte zu folgendem Ergebnis. Die Wahlbeteiligung betrug 66,88 %.
| Partei             | Stimmen- anteil | Sitze | Ergebnis 2019   |
| ------------------ | --------------- | ----- | --------------- |
| CDU / Freie Wähler | 52,69 %         | 9     | 48,5 %, 8 Sitze |
| Aktive Bürger      | 47,31 %         | 8     | 51,5 %, 8 Sitze |
| Summe              |                 | 17    |                 |

### Wappen
| Wappen der Gemeinde Ummendorf | Blasonierung: „In Gold (Gelb) ein blauer Schräglinksbalken, belegt mit drei gestürzten, kreuzförmig eingebrochenen silbernen (weißen) Lindenblättern.“ |
| Wappen der Gemeinde Ummendorf | Wappenbegründung: Ursprünglich wurde dieses Wappen von der Ortsadelsfamilie der Herren von Ummendorf geführt. In rotem Schild mit goldenem Schräglinksbalken und grünen Lindenblättern sowie einem auf den ehemaligen Ochsenhausener Prälatensitz hinweisenden Abtsstab wurde es 1930 von der Gemeinde übernommen, die jedoch 1938 auf den letzteren verzichtet und die jetzigen Farben festgelegt hat. In der jetzigen Gestalt wurde das Wappen vom Innenministerium am 7. Juni 1957 bestätigt. |

Wappen der ehemals eigenständigen Gemeinde

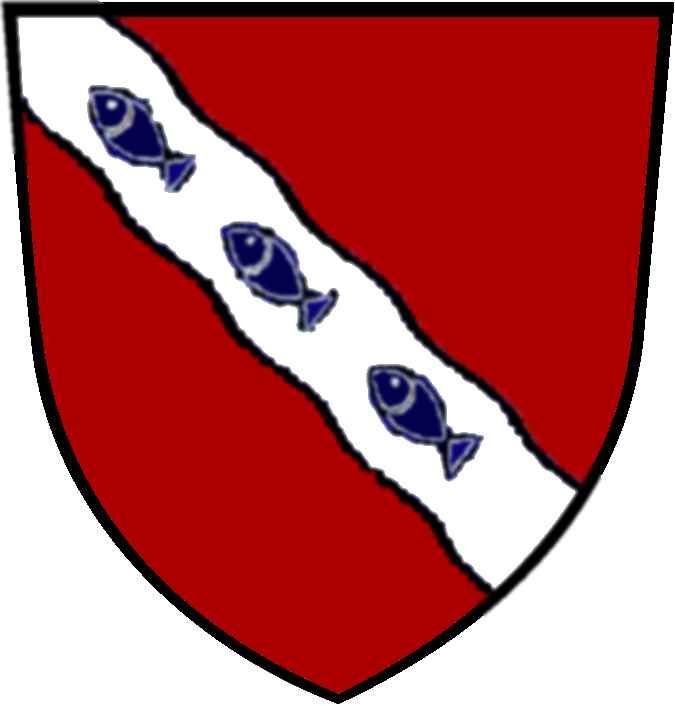
Fischbach

## Wirtschaft und Infrastruktur

### Verkehr

#### Fernstraßen
Ummendorf liegt östlich der Bundesstraße 30 und südlich der Bundesstraße 312. 

#### Bahn- und Busverkehr
Die Bahnstrecke Ulm–Friedrichshafen bildet den Westrand der Ortslage, der nächste Haltepunkt Biberach (Riß) Süd befindet sich in etwa drei Kilometern Entfernung; der Bahnhof Biberach ist etwa fünf Kilometer entfernt. Im Rahmen der Planungen zu einer Regio-S-Bahn Donau-Iller entstanden Überlegungen, einen Bahnhalt in Ummendorf als Endhaltestelle einer zukünftigen S-Bahn-Linie Ulm–Biberach einzurichten. Die Gemeinde erwarb 1999 ein dafür benötigtes Grundstück. Der Haltepunkt soll bis 2026 oder 2027 realisiert werden. Ummendorf liegt im Tarifgebiet des Donau-Iller-Nahverkehrsverbundes (DING).

#### Radverkehr
Durch Alltagsrouten aus dem Radnetz Baden-Württemberg ist Ummendorf 
- mit Biberach,
- über Hochdorf mit Bad Waldsee und
- über den Biberacher Stadtteil Ringschnait und Ochsenhausen Richtung Memmingen verbunden.

Durch Ummendorf führt als Landes-Radfernweg der Donau-Bodensee-Radweg. Er führt von Ulm zum Bodensee nach Kressbronn und dabei von Biberach nach Ummendorf und den Ortsteil Fischbach und weiter nach Eberhardzell.

### Ansässige Unternehmen
Einer der größten Arbeitgeber ist das Instandsetzungszentrum 12 (InstZ 12) der Luftwaffe (frühere Bezeichnungen: bis 2014 Abgesetzter Bereich Ummendorf des Systemzentrums Luftfahrzeugtechnik, bis 2008 Luftwaffeninstandhaltungsgruppe 12). Die Berger Holding aus Memmingen betreibt in Ummendorf eine Produktionsstätte. Das Bräuhaus Ummendorf ist eine der wenigen verbliebenen privaten kleinen Brauereien der Region. Die Raiffeisenbank Biberach eG hat ihren juristischen Sitz in Ummendorf.
Das Holzwerk Himmelsbach nahm bis 1945  die Produktion der Do335 auf, die Endmontage fand in Hohentengen statt.

### Freizeit- und Sportanlagen
- Badesee im Ummendorfer Ried
- Skilift Fischbach

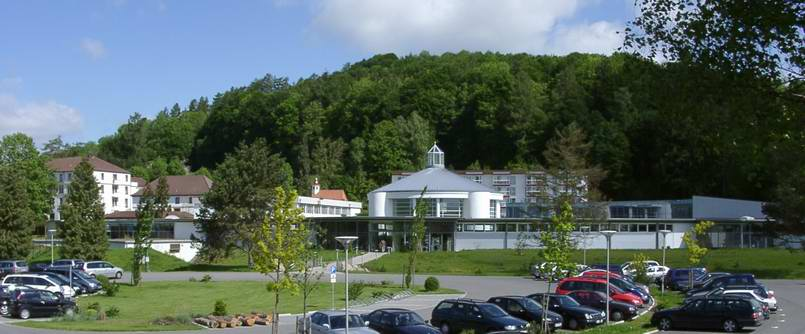
Blick aufs Jordanbad

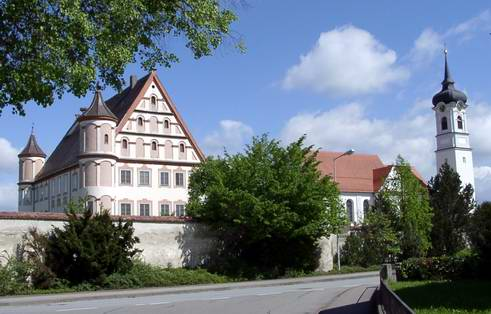
Ummendorfer Schloss mit Barockkirche

- Das modernisierte Kur- und Thermalbad Jordanbad liegt am nördlichen Ortsrand, aber bereits zu einem Teil auf Biberacher Markung
- Minigolfanlage und Kegelbahn

## Kultur und Sehenswürdigkeiten
Ummendorf liegt an der Hauptroute der Oberschwäbischen Barockstraße.
Die voll funktionsfähige Hammerschmiede Kloos von 1586 in Fischbach liegt an der Mühlenstraße Oberschwaben. Die schwäbisch-alemannische Fastnacht wird mit Umzügen und Bällen von der örtlichen Narrenzunft Ried-Graddla gestaltet.

### Bauwerke
- Die katholische Kirche St. Johannes Evangelist wurde 1805 im barock-klassizistischen Stil wiederaufgebaut. Sie gehört zu den eindrucksvollsten Dorfkirchen Oberschwabens. Als größten Schatz beherbergt sie die bedeutende Madonna von Hans Multscher aus der Zeit um 1450.
- Das Ummendorfer Schloss im Zentrum der Gemeinde wurde um 1560 von Matthias Manlich, einem Augsburger Patrizier und Zeitgenossen der Fugger und Welser, erbaut. Es diente lange als Pfarrhaus und befindet sich im Eigentum des Landes Baden-Württemberg. Seit dem 1. Januar 2011 hat die Gemeinde das Schloss angemietet. Der Kulturkreis organisiert dort Konzerte, Ausstellungen und Kabarettabende. Ebenso wird das Gebäude durch die Hochschule Biberach genutzt. Seit dem 1. Januar 2011 besteht die Möglichkeit, die Räumlichkeiten für private Veranstaltungen zu mieten.
- Das Schloss Horn in Fischbach ist in Privatbesitz. Von dort bietet sich eine interessante Aussicht ins Umlachtal.
- St. Johannes der Täufer (Ummendorf)

## Sonstiges
- Seit 2002 wird im Ortsteil Fischbach ein Weinberg bewirtschaftet. Die Winzergenossen Oberschwaben ernteten 2003 erstmals Weintrauben.
- Die Fernsehserie „Lindenstraße“ ist nach der Lindenstraße in Ummendorf benannt. Drehbuchautorin Barbara Piazza hat gemeinsam mit Hans W. Geißendörfer das Serien- und Figurenkonzept zur „Lindenstraße“ geschrieben und wohnte selbst mehrere Jahre in der Lindenstraße in Ummendorf.[15]

## Persönlichkeiten

### In Ummendorf geborene Personen
- Herbert Bopp (* 1949), deutscher Journalist
- Eduard Angele (* 1951), ehemaliger Fußballspieler für Arminia Bielefeld

### Persönlichkeiten, die im Ort wirken oder gewirkt haben
- Barbara Piazza (* 1945), Drehbuchautorin und Schriftstellerin, lebt in Ummendorf
- Thomas Dörflinger (* 1969), Politiker (CDU), lebt in Ummendorf
- Jakob Steigmiller (* 1990), Radrennfahrer, in Ummendorf aufgewachsen